# Varnsdorf
Varnsdorf (in tedesco Warnsdorf) è una città della Repubblica Ceca facente parte del distretto di Děčín, nella regione di Ústí nad Labem.
Nella città ha sede una folta comunità buddista proveniente dal Vietnam di 2.500 persone ed è stato aperto il primo tempio buddista della Repubblica Ceca.

## Geografia fisica
Varnsdorf si trova in Boemia al confine con la Sassonia è attraversato dal fiume Mendau che sfocia a Zittau nel Neiße e il suo territorio si trova nella catena montuosa dei Sudeti.

## Sport
La città è sede della squadra di calcio SK Slovan Varnsdorf, che è arrivata a giocare sino ai primi livelli del campionato ceco.